# Käshofen

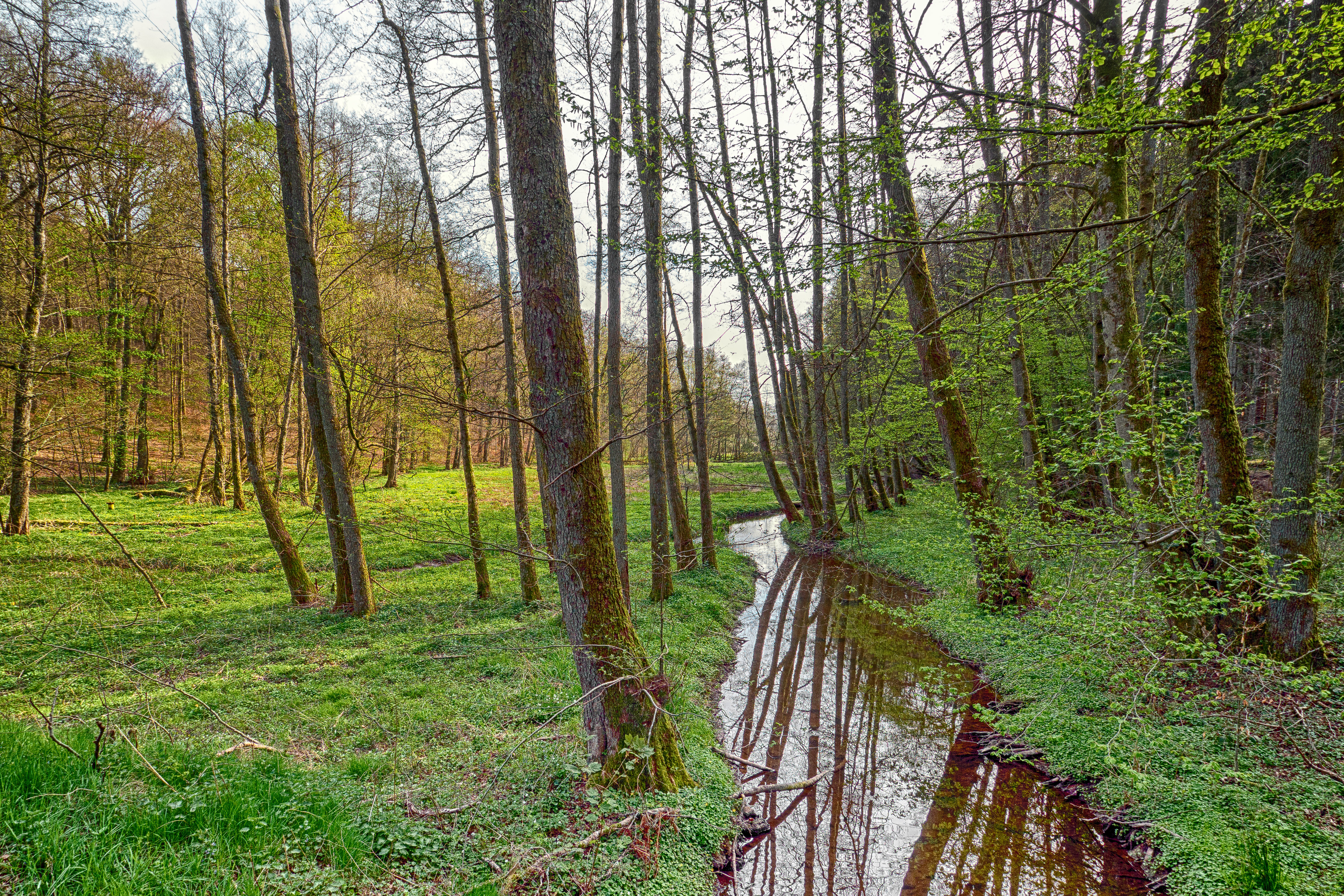
Lambsbach innerhalb der Gemarkung von Käshofen

Käshofen ist eine Ortsgemeinde im Landkreis Südwestpfalz in Rheinland-Pfalz. Sie gehört der Verbandsgemeinde Zweibrücken-Land an.

## Geographie

### Lage
Käshofen liegt im Westen des Landkreises, direkt an der Grenze zum Saarland. Westlich befindet sich Homburg, im Nordosten Rosenkopf, im Südosten Kleinbundenbach im Südwesten Kirrberg und Mörsbach. Zu Käshofen gehört auch der Wohnplatz Etzenbachermühle.

### Gewässer
Durch den Westen verläuft der Lambsbach; in diesem Bereich nimmt er von rechts den Hirschbrunnenbach auf. Am östlichen Siedlungsrand entspringt außerdem der Bundenbach.

## Geschichte
Käshofen wurde erstmals im Jahre 1198 urkundlich erwähnt. 1920 wechselte es vom Bezirksamt Homburg zum Bezirksamt Zweibrücken.
Von 1798 bis 1814, als die Pfalz Teil der Französischen Republik (bis 1804) und anschließend Teil des Napoleonischen Kaiserreichs war, war Käshofen in den Kanton Homburg eingegliedert und war Sitz einer Mairie, die zusätzlich Krähenberg, Rosenkopf und Wiesbach umfasste. 1815 hatte die Gemeinde insgesamt 345 Einwohner. Ein Jahr später wechselte der Ort in das Königreich Bayern. Von 1818 bis 1862 gehörte die Gemeinde- dem Landkommissariat Homburg an; aus diesem ging das Bezirksamt Homburg  hervor. 
Da ein Teil des Bezirksamts – einschließlich Homburg selbst – 1920 dem neu geschaffenen Saargebiet zugeschlagen wurde, wechselte der Ort ins  Bezirksamt Zweibrücken. 1939 wurde Käshofen in den Landkreis Zweibrücken eingegliedert. Nach dem Zweiten Weltkrieg wurde die Gemeinde innerhalb der französischen Besatzungszone Teil des damals neu gebildeten Landes Rheinland-Pfalz. Im Zuge der ersten rheinland-pfälzischen Verwaltungsreform wechselte sie 1972 in den Landkreis Pirmasens (ab 1997 Landkreis Südwestpfalz); im selben Jahr wurde sie neugeschaffenen Verbandsgemeinde Zweibrücken-Land zugeordnet.

## Politik

### Gemeinderat
Der Gemeinderat in Käshofen besteht aus zwölf Ratsmitgliedern, die bei der Kommunalwahl am 9. Juni 2024 in einer Mehrheitswahl gewählt wurden, und der ehrenamtlichen Ortsbürgermeisterin als Vorsitzender.

### Bürgermeister
Angela Schneider-Gabriel wurde am 15. Juli 2024 Ortsbürgermeisterin von Käshofen. Bei der Direktwahl am 9. Juni 2024 war sie als einzige Bewerberin mit einem Stimmenanteil von 80,7 % für fünf Jahre gewählt worden.
Ihr Vorgänger Egon Gilbert, der das Amt im Juni 2019 übernommen hatte, war im April 2024 verstorben. Bei der Direktwahl am 26. Mai 2019 war er – bei einem Mitbewerber – mit einem Stimmenanteil von 57,43 % gewählt worden. Gilberts Vorgänger, Klaus Martin Weber, der 2019 nicht erneut kandidieren wollte, hatte das Amt 2015 nach dem Rücktritt des langjährigen Ortsbürgermeisters Karl Hoffmann übernommen.

### Wappen
| Wappen von Käshofen | Blasonierung: „Unter goldenem erweitertem schrägen Schildhaupt, darin je drei grüne Eichenblätter und grüne Eicheln, in Schwarz ein goldener Ziehbrunnen mit Haspel und Schwungrad.“ |
| Wappen von Käshofen | Es wurde 1982 durch die Bezirksregierung Rheinhessen-Pfalz verliehen. |

## Kultur und Sehenswürdigkeiten

### Kulturdenkmäler
Vor Ort befinden sich insgesamt neun Objekte, die unter Denkmalschutz stehen, darunter der Waldlandschaftspark des Schloss Karlsberg, der sich teilweise bereits auf der Gemarkung von Homburg befindet.

### Natur
Das Naturschutzgebiet Lambsbachtal erstreckt sich teilweise über das Gemeindegebiet.

### Bräuche
Das Homburger Bergrennen wird zwischen Homburg und Käshofen ausgetragen. Vor Ort wird außerdem der Pfingstquack praktiziert, bei dem es sich um eine regionale Variante des Pfingstsingens handelt.

## Verkehr
Durch Käshofen führt die Landesstraße 478. Über die im Norden gelegenen Auffahrten Waldmohr und Bruchmühlbach-Miesau der A 6 besteht Anschluss an den Fernverkehr. Der Premiumwanderweg Schlossberg-Tour führt teilweise über die Gemeindegemarkung.
Entlang der Bahnstrecke Mannheim–Saarbrücken existierte von 1892 bis 1959 der nahe Bahnhof Eichelscheid, der einigen Umlandgemeinden, darunter Käshofen, diente. Zudem führt der Saar-Pfalz-Weg mit der Kennzeichnung Schwarzer Punkt auf weißem Balken für ein kurzes Stück über die Gemeindegemarkung.

## Persönlichkeiten
- Bernhard H. Bonkhoff (* 1953), evangelischer Theologe, Historiker und Autor, veranlasste den Umbau der örtlichen Leichenhalle zur Kreuzkapelle